# 田中佑昌
田中 佑昌（たなか ゆうすけ、1986年2月3日 - ）は、福岡県八女市出身の元プロサッカー選手。現役時代のポジションはミッドフィールダー。

## 来歴

### アビスパ福岡
ユースからトップチームに昇格すると、J2第5節の横浜FC戦で初出場・初先発。さらに8月11日の湘南ベルマーレ戦でプロ初ゴールを挙げた。この年は結局得点はその1ゴールだけだったが、いきなり主力に定着し28試合に出場した。
2005年シーズンも主にFWとしての起用で、途中加入のFWグラウシオと抜群のコンビネーションを見せた。自身も33試合7得点でアビスパのJ1昇格に貢献した。
2006年もJ1での出場機会が多く、主力として完全に定着し、安定した活躍が認められた2007年に背番号を11に変更。
2009年にはJ2で40試合10得点をマークした。福岡ユース出身選手で初のリーグ戦二桁得点を挙げる活躍を見せた。
アビスパ在籍中に2度のJ1昇格を経験し、主力として存在感を充分に示し、活躍していたが、2011年オフに右サイドの補強を急務としていたJ1サンフレッチェ広島など、J1・J2の複数クラブからのオファーがあった中、J2のジェフユナイテッド市原・千葉への完全移籍を選択した。

### ジェフユナイテッド市原・千葉
主にサイドハーフでの起用が多く、武器である俊足を活かしたドリブルや裏への飛び出し、ペナルティエリア内でのシュート能力も向上した。また持ち味のフィジカルの強さで守備にも積極的に参加した。
2015年オフ、契約満了の為千葉を退団。

### ヴァンフォーレ甲府
Jリーグ合同トライアウトを経て同年12月25日にJ1のヴァンフォーレ甲府への移籍が決定。
2018年10月28日、J2第39節・カマタマーレ讃岐戦で史上13人目となるJ2通算350試合出場を達成した。同年11月28日、甲府との契約満了が発表されたが、2019年1月12日、甲府と再契約を結んだことが発表された。

### カターレ富山
2020年2月3日、カターレ富山へ移籍することが発表された。2021年12月4日、契約満了による退団が発表された。

### 引退後
2022年1月20日、2021シーズン限りで現役を引退し、2019シーズンまで在籍していたヴァンフォーレ甲府のアカデミーコーチに就任することが発表された。

## 人物
アビスパ時代から俊足を活かしたスピードに乗ったドリブル、身体能力の高さ、フィジカルの強さが武器。
本来はFWでの入団だったが、右サイドハーフでもプレーすることが多く、現在の主なポジションになっている。
好きなサッカー選手はケンペス。
趣味はゴルフ。
実家で飼っているネコの名前が「リティ」であり、奇しくも2007シーズンから2008シーズン途中まで自身の指揮官かつ、所属クラブのレジェンドのピエール・リトバルスキーの愛称と同じものである。
アビスパ福岡入団からしばらくは髪型はミディアムヘアだったが、2007年頃から長髪にし、後ろで髪を結ぶスタイルを今でも続けている。福岡時代、福岡の試合のテレビ中継で解説を務めた元日本代表の永島昭浩は「なぜアビスパには外国籍選手が4人いるんだ？」と語った。これは田中本人が肌が地黒で長髪スタイルだったので永島が勘違いしたものだった。地黒、長髪の風貌からか、他チームのサポーターなどから度々外国籍選手と間違われている。

## 所属クラブ
- 1992年 - 1997年 八女FC (八女市立岡山小学校)
- 1998年 - 2000年 八女FCJY (八女市立西中学校)
- 2001年 - 2003年 アビスパ福岡U-18 (西日本短期大学附属高等学校)
- 2004年 - 2011年  アビスパ福岡
- 2012年 - 2015年  ジェフユナイテッド市原・千葉
- 2016年 - 2019年  ヴァンフォーレ甲府
- 2020年 - 2021年  カターレ富山

## 個人成績
| 国内大会個人成績 | 国内大会個人成績 | 国内大会個人成績 | 国内大会個人成績 | 国内大会個人成績 | 国内大会個人成績 | 国内大会個人成績 | 国内大会個人成績 | 国内大会個人成績 | 国内大会個人成績 | 国内大会個人成績 | 国内大会個人成績 |
| 年度             | クラブ           | 背番号           | リーグ           | リーグ戦         | リーグ戦         | リーグ杯         | リーグ杯         | オープン杯       | オープン杯       | 期間通算         | 期間通算         |
| 年度             | クラブ           | 背番号           | リーグ           | 出場             | 得点             | 出場             | 得点             | 出場             | 得点             | 出場             | 得点             |
| 日本             | 日本             | 日本             | 日本             | リーグ戦         | リーグ戦         | リーグ杯         | リーグ杯         | 天皇杯           | 天皇杯           | 期間通算         | 期間通算         |
| ---------------- | ---------------- | ---------------- | ---------------- | ---------------- | ---------------- | ---------------- | ---------------- | ---------------- | ---------------- | ---------------- | ---------------- |
| 2004             | 福岡             | 32               | J2               | 28               | 1                | -                | -                | 1                | 1                | 29               | 2                |
| 2005             | 福岡             | 27               | J2               | 33               | 7                | -                | -                | 0                | 0                | 33               | 7                |
| 2006             | 福岡             | 27               | J1               | 22               | 2                | 1                | 0                | 2                | 0                | 25               | 2                |
| 2007             | 福岡             | 11               | J2               | 46               | 5                | -                | -                | 2                | 0                | 48               | 5                |
| 2008             | 福岡             | 11               | J2               | 39               | 7                | -                | -                | 1                | 0                | 40               | 7                |
| 2009             | 福岡             | 11               | J2               | 40               | 10               | -                | -                | 2                | 0                | 42               | 10               |
| 2010             | 福岡             | 11               | J2               | 23               | 5                | -                | -                | 3                | 1                | 26               | 6                |
| 2011             | 福岡             | 11               | J1               | 32               | 1                | 1                | 0                | 2                | 0                | 35               | 1                |
| 2012             | 千葉             | 19               | J2               | 34               | 8                | -                | -                | 1                | 0                | 35               | 8                |
| 2013             | 千葉             | 6                | J2               | 37               | 9                | -                | -                | 1                | 0                | 38               | 9                |
| 2014             | 千葉             | 6                | J2               | 22               | 0                | -                | -                | 3                | 0                | 25               | 0                |
| 2015             | 千葉             | 6                | J2               | 28               | 1                | -                | -                | 2                | 0                | 30               | 1                |
| 2016             | 甲府             | 14               | J1               | 34               | 5                | 4                | 0                | 1                | 0                | 39               | 5                |
| 2017             | 甲府             | 14               | J1               | 32               | 0                | 0                | 0                | 0                | 0                | 32               | 0                |
| 2018             | 甲府             | 14               | J2               | 21               | 0                | 5                | 0                | 4                | 3                | 30               | 3                |
| 2019             | 甲府             | 50               | J2               | 21               | 0                | -                | -                | 1                | 0                | 22               | 0                |
| 2020             | 富山             | 27               | J3               | 16               | 3                | -                | -                | -                | -                | 16               | 3                |
| 2021             | 富山             | 50               | J3               | 12               | 1                | -                | -                | 2                | 0                | 14               | 1                |
| 通算             | 日本             | 日本             | J1               | 120              | 8                | 6                | 0                | 5                | 0                | 131              | 8                |
| 通算             | 日本             | 日本             | J2               | 372              | 53               | 5                | 0                | 21               | 5                | 398              | 58               |
| 通算             | 日本             | 日本             | J3               | 28               | 4                | -                | -                | 2                | 0                | 30               | 4                |
| 総通算           | 総通算           | 総通算           | 総通算           | 520              | 65               | 11               | 0                | 28               | 5                | 559              | 70               |

その他の公式戦
- 2004年
  - J1・J2入れ替え戦 1試合0得点
- 2006年
  - J1・J2入れ替え戦 2試合0得点
- 2014年 
  - J1昇格プレーオフ 1試合0得点

出場歴
- Jリーグ初出場 - 2004年4月10日 J2 第5節 対横浜FC戦 (三ツ沢球技場)
- Jリーグ初得点 - 2004年8月11日 J2 第27節 対湘南ベルマーレ戦 (博多の森球技場)

## タイトル

### 個人
- Jリーグフェアプレー個人賞：1回（2016年）
- Jリーグ功労選手賞 (2022年)

## 代表歴
- 2001年 U-15日本代表
- 2003年 U-17日本代表
  - サニックス杯国際ユースサッカー大会
- 2006年 U-21日本代表
- 2007年 U-22日本代表

## 指導歴
- 2022年 - ヴァンフォーレ甲府
  - 2022年 アカデミーコーチ
  - 2023年 U-12 コーチ
  - 2024年 - U-12 監督